# Cernuella virgata
Cernuella virgata es un gasterópodo terrestre muy común en la península ibérica. Es propio de Europa occidental y meridional; pero ha sido introducido por el hombre en distintas partes del mundo. Puede observarse descansando sobre soportes verticales como árboles, tallos de herbáceos y arbustivos, vallas, etc.

## Características
Cernuella virgata es un caracol de tamaño medio, con 10-25 mm de diámetro y 6-19 mm de altura; posee una espiral alta con 5 a 7 vueltas de hélice. Su coloración es variable, aunque suele ser blanquecina y muchas veces presenta bandas espirales estrechas de color marrón o negruzco. Posee un ombligo bastante amplio y casi totalmente descubierto.

## Especies similares
Cernuella virgata puede confundirse con facilidad con Theba pisana, otra especie de pulmonado común en la península ibérica, y con la que frecuentemente convive sobre la misma planta. T. pisana tiene la espiral menos elevada y el ombligo recubierto casi por completo por una expansión de la columela.

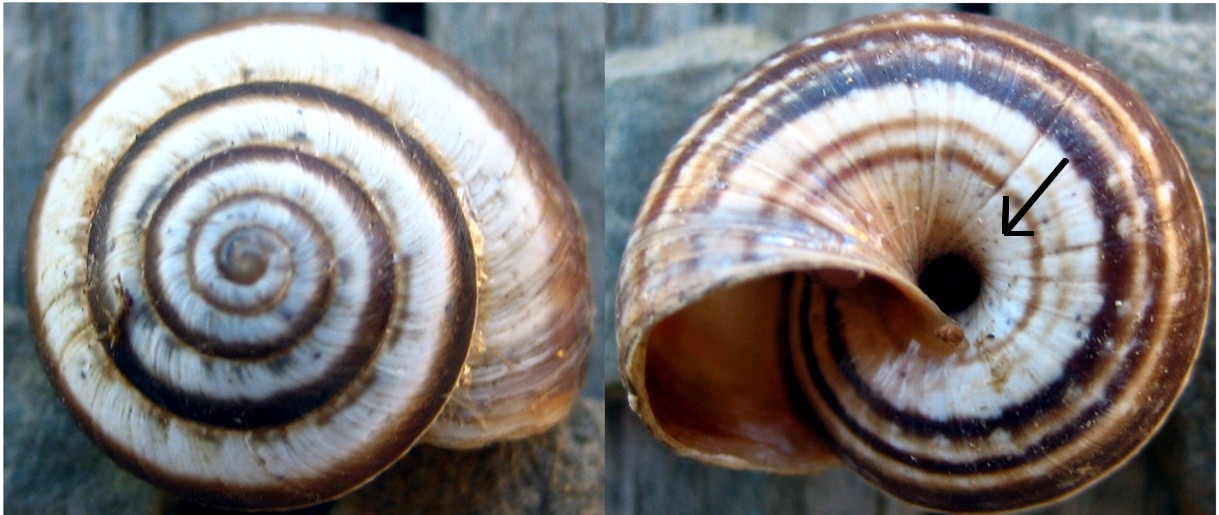
Cernuella virgata, con el ombligo totalmente descubierto
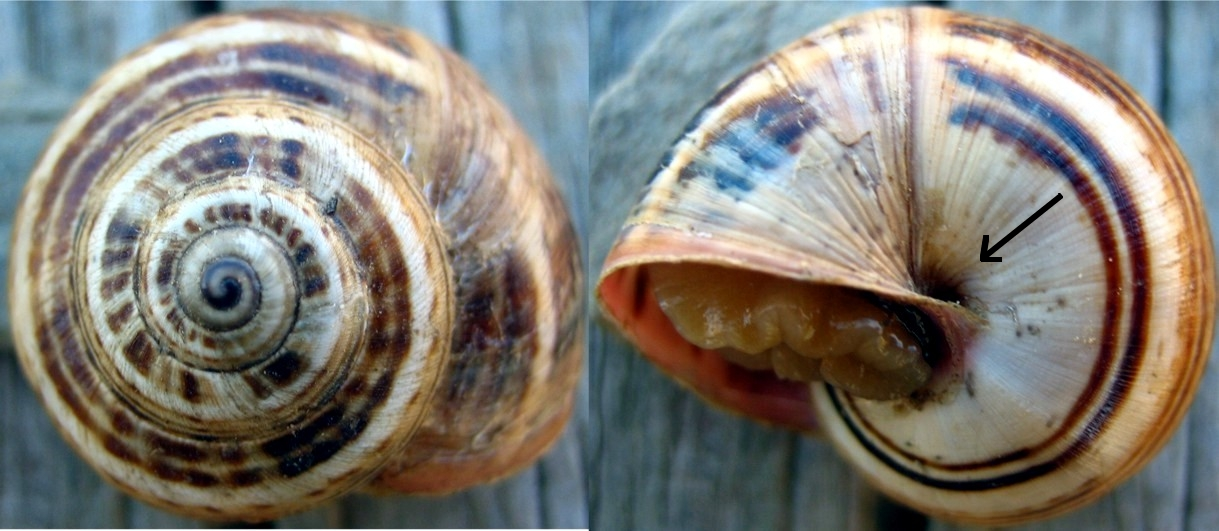
Theba pisana con su característico ombligo casi cerrado
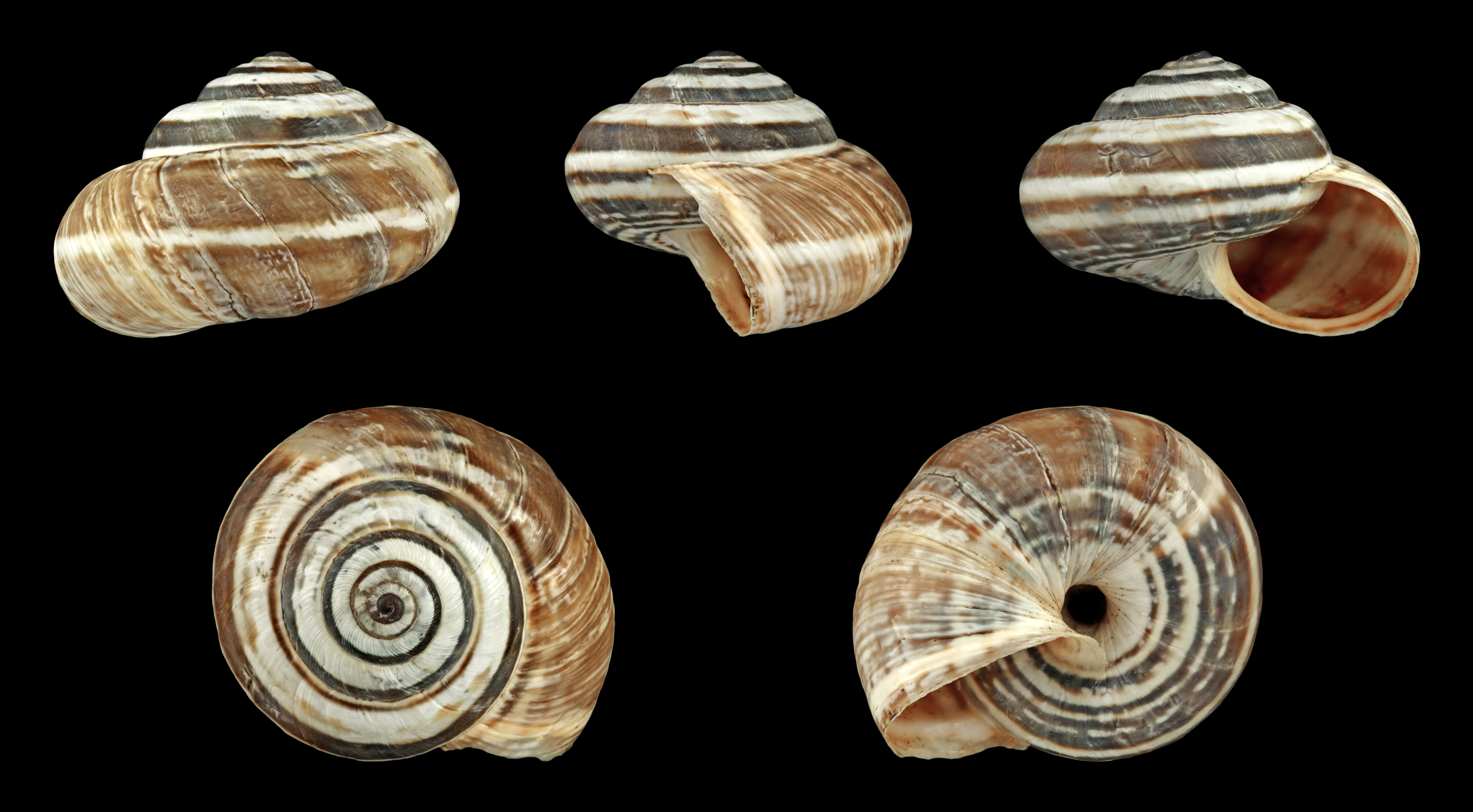

## Biología y ecología

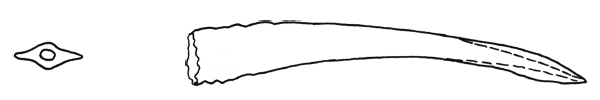
Dibujo de dardo amoroso de Cernuella virgata. Sección transversal (a la izquierda) y vista lateral (a la derecha)

Cernuella virgata descansa, a veces en gran número, en soportes verticales como troncos de árboles, tallos herbáceos o arbustivos, donde convive con frecuencia con Theba pisana.
Es una especie invasora y una plaga para la agricultura en diversas zonas de Australia, donde llegó sobre 1920.

## Distribución
Cernuella virgata es originaria del continente europeo donde se conoce de las islas británicas, Benelux, Francia y región mediterránea desde la península ibérica hasta Grecia; por el este alcanza Bulgaria, Rumanía y Ucrania.
Como especie no nativa, ha sido descripta en Brasil y Uruguay.

## Gastronomía
Cernuella virgata, junto con Theba pisana, es consumida en España como tapa en los bares, sobre todo en Andalucía, donde son conocidos como caracoles chicos.